# Fulton, Kentucky
Fulton är en ort i Fulton County, Kentucky, USA. År 2000 hade orten 2 775 invånare. Den har enligt United States Census Bureau en area på 7,3 km², allt är land.